# Xanthocalanus muticus
Xanthocalanus muticus är en kräftdjursart som beskrevs av Georg Ossian Sars 1905. Xanthocalanus muticus ingår i släktet Xanthocalanus och familjen Phaennidae. Inga underarter finns listade i Catalogue of Life.